# Орсини, Николас
Никола́с Орси́ни (исп. Nicolás Orsini; 12 сентября 1994, Мортерос, провинция Кордова) — аргентинский футболист, нападающий клуба «Бока Хуниорс».

## Биография
Николас Орсини — воспитанник школы клуба «Тиро Федераль» из родного города Мортерос. На профессиональном уровне стал выступать с 2013 года за команду «Атлетико Рафаэла». Дебютировал в Примере 1 сентября 2013 года в гостевом матче против «Бельграно». Игра завершилась победой «Бельграно» со счётом 3:2, и Орсини вышел на поле на 77 минуте, но не смог отличиться.
С 2016 по 2018 год права на Орсини принадлежали японскому клубу «Токусима Вортис», однако всё это время он выступал на правах аренды за другие команды — южнокорейский «Анян», австрийский «Хорн», японский «Фаджано Окаяма» и парагвайский «Спортиво Лукеньо».
В 2018 году вернулся в Аргентину, и провёл довольно успешный сезон за «Сармьенто», забивая голы в среднем чаще чем в каждой третьей игре. С 2019 года выступает за «Ланус». Орсини стал одним из ключевых игроков своей команды в розыгрыше Южноамериканского кубка 2020. В этом турнире нападающий в 10 матчах забил шесть голов.

## Титулы и достижения
- Финалист Южноамериканского кубка (1): 2020